# Luciana Duarte
Luciana Duarte (San Fernando, Buenos Aires, Argentina; 3 de marzo de 2004) es una futbolista argentina. Juega de defensora central en River Plate de la Primera División Femenina de Argentina. Fue convocada a la Selección Femenina Sub-17 de Argentina en mayo de 2019.

## Trayectoria
Forma parte del primer equipo del "millonario" desde 2021. Con la reserva consiguió el campeonato de la Liga de Desarrollo de Conmebol sub-14 celebrado en Santa Fe.

## Selección nacional
Fue convocada a la selección femenina sub-17 de Argentina en mayo de 2019 y en octubre de 2020 fue citada para disputar el Sudamericano Femenino Sub-17 de Uruguay.

## Estadísticas

### Clubes
| Club        | País      | Año             |
| ----------- | --------- | --------------- |
| River Plate | Argentina | 2021 - presente |